# 井喷 (引申义)
井喷，表示一种爆發式的突变，强调某“量”在短时间内急剧增加。该引申义的使用一般仅见于中国，是现代汉语中专业术语通俗化使用的一个，与“暴涨”、“指数型增长”等意思相近。使用时多用引号将它括起来。

## 本义
井喷，本义指油气井在钻进或生产过程中，地下的高压原油、天然气突然大量从井口喷出。属于油气行业的术语。

## 使用领域
- 旅游业：指在某些节假日（如“十一黄金周”等），著名旅游景点出现游客数量激增，远远多于平时的现象。
- 股票：见“股市井喷”
- 销售：

## 衍生词
- 井喷式：常用为“井喷式增长”、“井喷式爆发”等
- 井喷期：某“量”出现短时激增的时期。